# Departament Zachodni
Departament Zachodni (Ouest) – jeden z dziesięciu departamentów, na jakie podzielone jest Haiti. Departament zajmuje całą środkową część kraju, na wschodzie graniczy z Dominikaną. Zajmuje powierzchnię 4827 km² i jest zamieszkany przez 2,9 mln osób (2002). Departament gospodarczo i kulturalnie jest zdominowany przez szybko rozrastające się Port-au-Prince, stolicę całego kraju i jego główne miasto, które wraz z przedmieściami oraz sąsiednimi mniejszymi miastami (m.in. Carrefour tworzy Aire Metropolitaine (obszar stołeczny).
W gminie Kenscoff na przedmieściach Port-au-Prince, w stolicy Haiti sprzedawczyni pierożków, znana w okolicy z handlu lokalnym przysmakiem empanadas, postanowiła pomścić śmierć swoich bliskich. Kobieta, której wyroby były znane w okolicy, poczęstowała gangsterów swoją specjalnością, do farszu tym razem dodała dużą dawkę silnej trucizny. Chciała w ten sposób pomścić śmierć członków swojej rodziny. Otruła 40 członków Gangu Viv Ansanm, którzy zjedli zatrutego wyrobu mścicielki. Po tych wydarzeniach, w obawie przed zemstą, kobieta opuściła Kenscoff. Jej dom spłonął doszczętnie. Kucharka dobrowolnie zgłosiła się na policję, przyznając się do przestępstwa.
Departament dzieli się na 5 arrondissement:
- Arcahaie (166 089)[2]
  - Arcahaie (102 639)
  - Cabaret, Haiti|Cabaret (63 450)
- Croix-des-Bouquets (441 563)
  - Cornillon (48 934)
  - Croix-des-Bouquets (229 127)
  - Fonds-Verettes (40 224)
  - Ganthier (71 261)
  - Thomazeau (52 017)
- Gonâve (75 548)
  - Anse-à-Galets (52 662)
  - Pointe-à-Raquette (22 886)
- Léogâne (300 982)
  - Grand-Goâve (49 288)
  - Léogâne (134 190)
  - Petit-Goâve (134 190)
- Port-au-Prince (2 109 516)
  - Carrefour (373 916)
  - Cité Soleil[3]
  - Delmas (679 650)
  - Gressier (25 947)
  - Kenscoff (42 175)
  - Pétionville (283 052)
  - Tabarre[3]
  - Port-au-Prince (704 776)